# جنبش پاکی اجتماعی

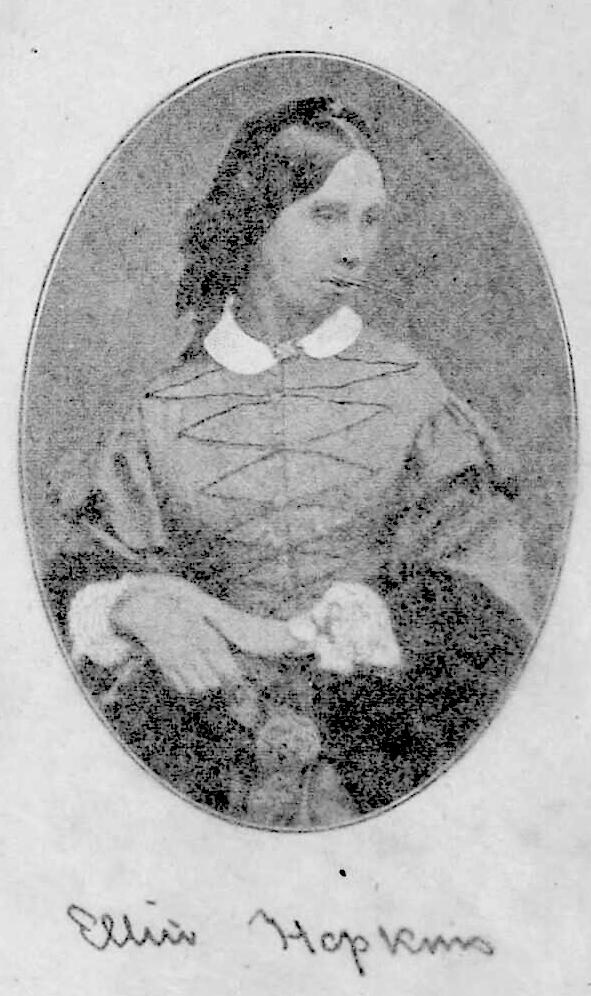
پرتره زنی سفیدپوست در قرن نوزدهم میلادیاثر «الیس هاپکینز»

جنبش پاکی اجتماعی (به انگلیسی: Social purity movement) یکی از جنبشهای مربوط به اواخر قرن نوزدهم بود که هدفش منسوخ کردن تن‌فروشی و دیگر فعالیت‌های جنسی که در اخلاق مسیحی غیراخلاقی تلقی می‌شد بود. این جنبش در ابتدا توسط زنان تشکیل شد و در میان کشورهای انگلیسی زبان از اواخر سالهای ۱۸۶۰
تا ۱۹۱۰ فعال بود و تأثیر مهمی را بر دیگر جنبش‌های هم عصر خود مانند فمینیسم، اصلاح نژاد و پیشگیری از بارداری داشت.این جنبش به شکل گیری دیدگاه‌های فمینیستی درباره تن‌فروشی کمک کرد.
جنبش پاکی در جنبشهای اصلاحی اخلاقی اوایل قرن نوزدهم مانند آرمانشهر خواهی رادیکال ،مخالفت با بردگی و نهضت مخالفت با مصرف الکل ریشه داشت. در اواخر قرن نوزده   کلمهٔ «اجتماعی»  به عنوان حسن تعبیر برای کلمهٔ «جنسی» استفاده شده‌است و این جنبش در ابتدا به جهت ضدیت با قانونی سازی و قوانین تن‌فروشی شکل گرفت و به سرعت به دیگر موارد جنسی مانند بالا بردن سن قانونی زندان‌های جداگانه جنسی از بین بردن سقط جنین مخالفت با پیشگیری از بارداری و سانسور پورنوگرافی گسترش یافت.

## جستارهای بیشتر
- Egan, R. D.; Hawkes, G. (2007). "Producing the Prurient through the Pedagogy of Purity: Childhood Sexuality and the Social Purity Movement". Journal of Historical Sociology. 20 (4): 443–461. doi:10.1111/j.1467-6443.2007.00319.x.
- Hall, L. (2004). "Hauling Down the Double Standard: Feminism, Social Purity and Sexual Science in Late Nineteenth-Century Britain". Gender & History. 16 (1): 36–56. doi:10.1111/j.0953-5233.2004.325_1.x.
- Kevles, D. J. (1985). In the Name of Eugenics: Genetics and the Uses of Human Heredity. Knopf.
- Morgan, S. (2007). ""Wild oats or acorns?" Social purity, sexual politics and the response of the Late-Victorian Church". Journal of religious history. 31 (2): 151–168. doi:10.1111/j.1467-9809.2007.00551.x.